# Blast n' Fuck
Vous venez d’apposer le modèle de débat d'admissibilité.
Avant toute chose, veuillez créer la page de débat correspondante en cliquant ici.
- Une fois la page de vote initialisée, rafraîchissez cette page, et le bandeau prendra son aspect définitif.
- Si votre débat d'admissibilité est groupé (le motif et l’argumentation doivent être les mêmes), modifiez cette page pour ajouter au modèle le paramètre « cat » suivi du nom de la page de discussion de l’article pour lequel la page de débat existe déjà (ex. : cat=Discussion:Nom_de_l'autre_article). Ensuite, suivez les nouvelles instructions qui apparaissent.
- Vous pouvez également utiliser le paramètre « type » pour faciliter l’accès aux critères d’admissibilité. Exemple : {{suppression|type=mot-clé}}. Liste des mots-clés existants : fiction, musique, art visuel, fanzine, jeu de société, porno, sportif, association, enseignement, société, site web, route, nombre, (Liste complète ici).

| 1. | Créez la page de débat d'admissibilité.                                                                      | Sauvegardez d’abord la page pour l’initialiser puis indiquez votre motivation.       |
| 2. | Important : ajoutez une entrée dans la section Débat d'admissibilité du jour.                                | Utilisez ce texte : *{{L\|Blast n' Fuck}}                                            |
| 3. | Pensez à informer les contributeurs principaux de la page et les projets associés lorsque cela est possible. | Utilisez ce texte : {{subst:Avertissement débat d'admissibilité\|Blast n' Fuck}}~~~~ |

Albums de Furia
Kheros
(2006)
Blast n' Fuck est le quatrième album de Furia.

## Pistes
| No | Titre           | Durée |
| -- | --------------- | ----- |
| 1. | Intro           |       |
| 2. | Rebirth         |       |
| 3. | Five Minutes    |       |
| 4. | Blood           |       |
| 5. | See You In Hell |       |
| 6. | Shaman          |       |
| 7. | Blast n' Fuck   |       |

## Membres
- Damien - chant
- Stephane - guitare lead
- Mickael - guitare rythmique
- Guillaume - Basse
- Julien - Batterie